# Maria Antonia Anna von Hohenzollern-Hechingen

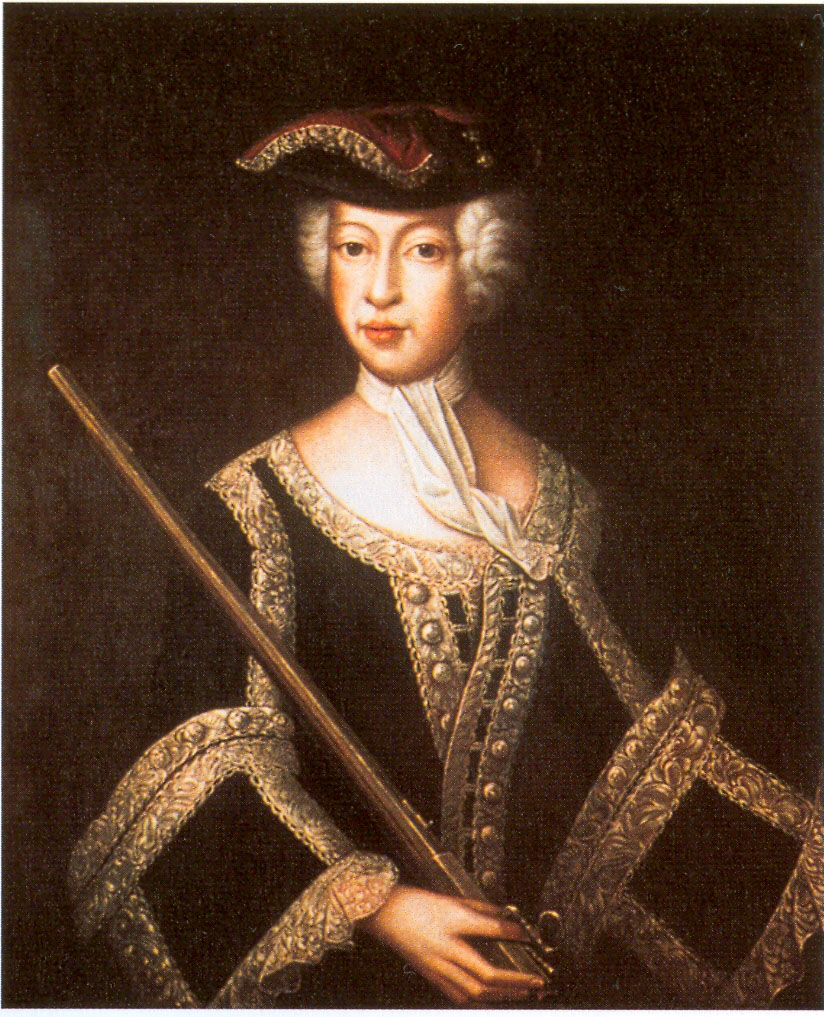
Maria Antonia von Hohenzollern-Hechingen, Fürstin zu Fürstenberg, im Jagdkostüm und mit Gewehr, Gemälde von Franz Joseph Weiß

Maria Antonia Anna von Hohenzollern-Hechingen (* 10. November 1760 in Hechingen; † 25. Juli 1797 ebenda) war eine Prinzessin von Hohenzollern-Hechingen und durch Heirat Fürstin zu Fürstenberg.

## Leben
Maria Antonia Anna war das einzige überlebende Kind des Fürsten Josef Friedrich Wilhelm von Hohenzollern-Hechingen (1717–1798) aus dessen zweiter Ehe mit Maria Theresia (1732–1802), Tochter des Grafen Franz Ernst von Waldburg zu Zeil und Wurzach.
Sie heiratete am 15. Januar 1778 in Hechingen Joseph Maria Benedikt (1758–1796), seit 1783 siebter Fürst zu Fürstenberg. Maria Annas Vater war in der Jugend des Bräutigams dessen Vormund. Der Ehevertrag wurde am 27. Oktober 1777 geschlossen und enthielt einen Erläuterungsrezess mit der standesgemäßen Versorgung des Brautpaares, welches im vierten Grade miteinander verwandt war, weshalb ein päpstlicher Dispens für die Eheschließung erging.
Maria Anna Antonia wurde als mutig, entschieden und geistreich beschrieben, die mit ihrem Mann jedoch lediglich die Leidenschaft für Musik teilte. Die Fürstin war, trotz ihrer Vorliebe für Jagd, Reitübungen, Tanz und Schauspielerei, äußerlich missgestaltet, klein, „bucklig und einhüffig“ und ihr Gesicht „kupferartig“ verfärbt. Die Disharmonie in der Ehe steigerte sich zeitweise dermaßen, dass Maria Annas Schwiegervater in den Ehevertrag eine Trennungsklausel einfügte. Die Ehe blieb kinderlos.
Nach dem Tod ihres Mannes verglich sie sich mit dessen Bruder und Nachfolger Fürst Karl Joachim um ihre Witwenbezüge und kehrte nach Hechingen an den Hof ihrer Eltern zurück. Sie starb ein Jahr später an einer Lungenentzündung, die durch ihren „zusammengedrückten und widernatürlichen Körperbau“ kompliziert wurde. Sie wurde in der Stiftskirche in Hechingen bestattet.